# Teatrul Național Academic din Kiev
Teatrul Național și Academic din Kiev (în ucraineană Київський національний академічний Молодий театр, transliterat: Kîiivskîi naționalnîi akademicinîi Molodîi teatr) este un teatru din Kiev, Ucraina. El a fost fondat în 1979 și a avut premiera primei producții pe 26 aprilie 1980. Este cunoscut și sub numele de Teatrul Molodîi („Teatru Tânăr”) și este un teatru care s-a concentrat pe producții progresive. Teatrul este membru al Convenției Europene a Teatrului și a devenit instituție națională în 2019.

## Istoric
Primul Teatru Molodîi („Teatru Tânăr”) a fost fondat la Kiev în 1917 de Les Kurbas, un regizor, actor și dramaturg ucrainean inovator. El a vrut să conecteze noul teatru ucrainean cu teatrul internațional. După doi ani de activitate, acest teatru a fost închis de guvern.
Teatrul actual a fost fondat pe 14 decembrie 1979, când a avut loc prima întâlnire a trupei de teatru. Apoi a fost numit Teatrul Molodijniy. Primul regizor de scenă a fost Aleksandr Zabolotnîi. Prima reprezentație a avut loc pe 26 aprilie 1980, cu piesa ...Mă voi întoarce la tine odată cu primăvara!. Primele reprezentații au arătat caracteristicile trupei: stil artistic neobișnuit de reprezentație teatrală, deschidere către probleme și o „perspectivă proaspătă asupra vieții și artei”. Teatrul a pus în scenă primele reprezentații în Ucraina ale piesei Alice în Țara Minunilor de Boris Zahoder, după Lewis Carroll, ale comediei Cilindrul de Eduardo De Filippo și Mica echipă de fotbal de I. Șcerbak. O producție emblematică a acestui teatru este „După doi iepuri de câmp”, prezentată de peste 800 de ori în 30 de ani. Printre regizorii care au pus în scenă pieste la acest teatru se numără Nikolai Merzlikin, Les Taniuk, Vladimir Ogloblin, Viktor Șulakov, Valentin Kozmenko-Delinde, Valerii Bilcenko, Mark Nestantiner, Dmitrii Bogomazov, Vitalii Malahov și Dmitrii Lazorko. Printre actorii care au jucat pe scenele acestui teatru se numără Stanislav Boklan, Oksana Șveț and others. 
Teatrul a fost redenumit Teatrul Molodîi în 1995, în memoria primului teatru condus de Les Kurbas. În anul următor, Stanislav Moiseev a devenit regizor de scenă. Cu un repertoriu reînnoit, teatrul a început să facă turnee internaționale. Moiseev a colaborat cu compozitorul Yuriy Shevchenko, cu designerul de costume Elena Bogatireva, cu dramaturgul Ianuș Glovațkîi și cu scenografii Serhii Masloboișcikov și Andrei Aleksandrovîci-Docevskîi. O nouă producție, Automobilul albastru de Aleksei Vertinskîi, a fost premiată cu mai multe premii teatrale europene. Teatrul a pus în scenă adaptări ale operelor ucrainenei Iuri Andruhovich, inclusiv Perversiune și Moskoviada.
În 2012, Andrii Bilous a devenit director artistic. A introdus mai multe producții pe stagiune, atât în turnee, cât și la festivaluri, și a continuat să caute o conexiune cu scena internațională.
Teatrul și-a deschis propriul studio, MolodyyStudio, în 2018. De obicei, trei spectacole pe stagiune sunt puse în scenă de absolvenți de studio. Teatrul a devenit o instituție națională în 2019  și a continuat să pună accent pe proiecte și contacte internaționale, în efortul de a integra „teatrul ucrainean în spațiul cultural european”.

## Sediu și program
Din 1985 până în prezent, teatrul își are sediul într-o vilă de pe strada Prorizna, sediu care anterior a servit drept clădire de apartamente, club al ofițerilor, dar și ca sediu pentru Teatrul Tânăr Les Kurbas și ca cinematograful „Komsomoleț of Ucraine”. Teatrul are trei scene, o sală mare cu 374 de locuri, o sală de cameră cu 80 de locuri și o sală mică (micro) cu 50 de locuri. Numărul obișnuit de producții noi pe an este de 10–12.
Repertoriul vast include lucrări ale unor dramaturgi internaționali precum Cehov, Ibsen, Shakespeare, Vasili Sigarev și Eduard Volodarski. Accentul este pus pe crearea de proiecte progresive, inclusiv prin folosirea de spații de spectacole neobișnuite și în aer liber, adresându-se persoanelor „tinere la minte”.